# Sierra de Alhama
Sierra de Alhama är en bergskedja i Spanien. Den ligger i den södra delen av landet, 400 km söder om huvudstaden Madrid.